# Federal Correctional Institution, McKean

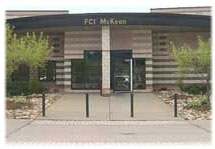
Federal Correctional Institution, McKean

Die Federal Correctional Institution, McKean (FCI McKean) ist ein US-amerikanisches Bundesgefängnis in Pennsylvania, etwa 90 Meilen südlich von Buffalo, New York und 108 Meilen östlich von Erie (Pennsylvania). Es hat die mittlere Sicherheitsstufe und beherbergt nur Männer. Es existiert seit 1989 und beherbergt bis zu 1.300 Insassen.

## Bekannte Insassen
| Name              | Status    | Haftstrafe                                                    | Details |
| ----------------- | --------- | ------------------------------------------------------------- | --- |
| Wesley Snipes     | 43355-018 | Eingesessen wegen Steuerhinterziehung bis 2. April 2013.      | Filmschauspieler und Filmproduzent.                                                                                  |
| Paul Schlesselman | 22539-076 | Er saß zwischen 2007 und 2017 eine zehnjährige Haftstrafe ab. | Weißer Rassist, der einen Anschlag auf Barack Obama 2008 geplant haben soll.                                         |
| Myles Connor      | 08149-026 | Er saß zwischen 1990 und 2000 eine zehnjährige Haftstrafe ab. | Einer der größten Kunsträuber der Kriminalgeschichte. Er führte einen Raub im Isabella Stewart Gardner Museum durch. |